# Meinrad Schütz
Meinrad Schütz, auch der Schütz von Waldshut (* um 1440 in Waldshut; † nach 1479) war ein süddeutscher Soldat und Söldnerführer in Basler und kaiserlich-habsburgischen Diensten. Er gilt als einer der Vorläufer der deutschen Landsknechte.

## Leben und Wirken
Meinard Schütz von Waldshut war ein Berufssoldat und Söldnerführer, der zusammen mit seinem Vetter Werlin Rieher aus Hégenheim militärische Operationen im Dienst der Stadt Basel, des Herzogs René II. von Lothringen und des Fürsten von Orange als Feldhauptmann von Maximilian I. ausführte. 1474 wurde Meinrad Schütz von der Stadt Basel nach Breisach entsandt, um den Sturz des burgundischen Landvogtes Peter von Hagenbach zu sichern. Im gleichen Jahr führte er ein Basler Söldnerkontingent von 202 Soldaten dem Reichsheer zum Entsatz der von Karl dem Kühnen belagerten Stadt Neuss zu. 1475 befehligte er im Dienst Herzog René I. erfolglos die Verteidigung der Stadt Nancy gegen Karl den Kühnen. 1476 unternahm Meinrad Schütz an der Spitze von 600 Basler Söldnern einen Einfall in die Freigrafschaft Burgund und lag vor Salins. Meinrad Schütz trat 1479 in die Dienste des Fürsten von Orange Johann IV. von Chalon, der als Feldhauptmann Maximilians I. gegen Karl VIII. von Frankreich eingesetzt war.
Meinrad Schütz wurde in zeitgenössischen Quellen nie als Landsknecht bezeichnet, gilt jedoch als deren Vorläufer und Vorbild.
| Personendaten    | Personendaten                      |
| ---------------- | ---------------------------------- |
| NAME             | Schütz, Meinrad                    |
| ALTERNATIVNAMEN  | Schütz von Waldshut                |
| KURZBESCHREIBUNG | deutscher Soldat und Söldnerführer |
| GEBURTSDATUM     | um 1440                            |
| GEBURTSORT       | Waldshut                           |
| STERBEDATUM      | vor 1500                           |